# Радама II
Радама II (малаг. Radama), до царювання Ракуту (23 вересня 1829 — 12 травня 1863, Антананаріву, Мадагаскар) — король Імерини з 1861 по 12.05.1863 рр.

## Біографія

### Ранні роки
Ракуту народився 23 вересня 1829 року і офіційно вважався сином короля Радами I, хоча король Радама I помер за дев'ять місяців до його народження. Його матір'ю була королева Ранавалуна I. Історики вважають, що Ракуту був сином коханця Ранавалуни I, і молодого офіцера. Після смерті короля Радами I, мати Ракуту зійшла на королівський престол.
Час правління Ранавалуни I характеризується спробою відновлення традиційних малагасійських культурних цінностей та ліквідації європейського впливу. У 1857 році відбулася спроба державного перевороту, спровокована Жозефом-Франсуа Ламбером, який хотів звести на королівський трон Ракуту, відкритого до європеїзації. Всі учасника змови понесли важкі покарання. Сам принц Ракуту був узятий під варту в палаці. Після природної смерті Ранавалуни I в 1861 році Ракуту успадкував королівський трон Імерини.

### Правління
Після коронації Ракуту став називатися королем Імерини Радама II. Він відкрив Мадагаскар іноземним державам та уклав договори про дружбу з Великою Британією і Францією. Ці угоди мали для Імерини нерівноправний характер. Іноземці отримали широкі права, схожі з режимом капітуляцій в Османській імперії. Французька Компанія Ламбера (Радама став пайовиком) отримала право на розвідку та експлуатацію всіх природних багатств країни. Їй були обіцяні великі земельні концесії. Ці привілеї були оформлені юридично 12 вересня 1862 року у вигляді «Хартії Ламбера». Радама II скасував всі торгові мита, які раніше служили важливою статтею державних доходів. Він також віддав наказ про розпуск регулярного війська. Припинилися переслідування християн, і в країну стали прибувати численні європейські християнські місіонери. Його дії по швидкій європеїзації країни призвели до невдоволення серед військових, які влаштували змову, задушивши Радаму II 12-го травня 1863 року. Після його смерті на Мадагаскарі виникли чутки, що він залишився живий і переховувався на західному узбережжі острова. Ці чутки призвели до численних заворушень у Антананаріву.
Після смерті Радами II королівський трон зайняла його дружина Расухерина. Наступники Радами II перебували під жорстким контролем мадагаскарської знаті.
Під час його правління Римсько-Католицька Церква активно впливала на Радаму II, щоб отримати собі преференції при поширенні католицизму на острові.

## Джерело
- Françoise Raison-Jourde, Bible et pouvoir à Madagascar au 19e siècle, Karthala, Paris, 1991, 848 pages.
- Raymond Delval, Radama II, prince de la renaissance malgache, 1861—1863, Éditions de l'école, Paris, 1972, 959 pages.
- R. P. Henry de Régnon, Madagascar et le roi Radama II, Paris, 1863, 204 сторінки.